# Bhimsen Thapa
 (janvier 2021).
Bhimsen Thapa  (népalais : भीमसेन थापा ; né en août 1775 – 5 août 1839) était le Mukhtiyar et le dirigeant de facto du Népal. 
Il est considéré comme l'un des plus importants Héros du Népal, car c'est grâce à lui que le Népal n'est pas devenu une colonie britannique, mais un simple protectorat.

## Biographie
Bhimsen est arrivé au pouvoir en travaillant d'abord comme secrétaire personnel du roi Rana Bahadur. Bhimsen avait accompagné Rana Bahadur Shah à Varanasi après son abdication et son exil subséquent en 1800. À Varanasi, Bhimsen a aidé Rana Bahadur à organiser son retour au pouvoir en 1804. En reconnaissance, Rana Bahadur a fait de Bhimsen un «kaji» (l'équivalent d'un ministre) du nouveau gouvernement. L'assassinat de Rana Bahadur par son beau-frère en 1806 conduisit Bhimsen à massacrer quatre-vingt-treize personnes, après quoi il put revendiquer le titre de «mukhtiyar» (équivalent du Premier ministre). 
Pendant le premier ministère de Bhimsen, l'empire de Gurkha avait atteint sa plus grande étendue du fleuve Sutlej à l'ouest à la rivière Teesta à l'est. Cependant, le Népal est entré dans une guerre anglo-népalaise désastreuse contre la compagnie des Indes qui dura de 1814 à 1816 et qui fut conclue avec le Traité de Sugauli, par lequel le Népal perdit presque un tiers de ses terres, et se voit obliger d'avoir un résident britannique permanent. La mort du roi  Girvan Yuddha Bikram Shah en 1816 avant sa maturité, et l'âge immature de son héritier, roi du Népal Rajendra Bikram Shah, couplé avec le soutien de reine Tripurasundari du Népal (la reine junior de Rana Bahadur Shah) lui a permis de continuer à rester au pouvoir même après la défaite du Népal dans la guerre anglo-népalaise.
La mort de la reine Tripurasundari en 1832, son plus grand partisan, et l'âge adulte du roi Rajendra, affaiblirent son emprise sur le pouvoir. Les conspirations et luttes intestines avec les courtisans rivaux (en particulier les Pandes, qui ont tenu Bhimsen Thapa responsable de la mort de Damodar Pande en 1804) ont finalement conduit à son emprisonnement et à sa mort par suicide en 1839. Cependant, les luttes intestines de la cour ne se sont pas calmées avec sa mort, et l'instabilité politique a finalement ouvert la voie à l'établissement de la Dynastie Rana.